# Ochthera clauseni
Ochthera clauseni är en tvåvingeart som beskrevs av Raffone 2002. Ochthera clauseni ingår i släktet Ochthera och familjen vattenflugor.
Artens utbredningsområde är Sierra Leone. Inga underarter finns listade i Catalogue of Life.